# 比氏鱥
比氏鱥（学名：Phoxinus bigerri）為輻鰭魚綱鯉形目雅羅魚科鱥屬的魚類。主要分布於歐洲法國阿杜爾河及西班牙和安道爾的埃布羅河流域，體長可達6.6公分，棲息在礫石底質、冰冷且流動快速的溪流，繁殖期在4至6月，以小型無脊椎動物為食。